# Jevíčko
Jevíčko (deutsch Gewitsch) ist eine Stadt in Tschechien. Sie liegt 16 Kilometer nördlich von Boskovice und gehört zum Okres Svitavy.

## Geographie

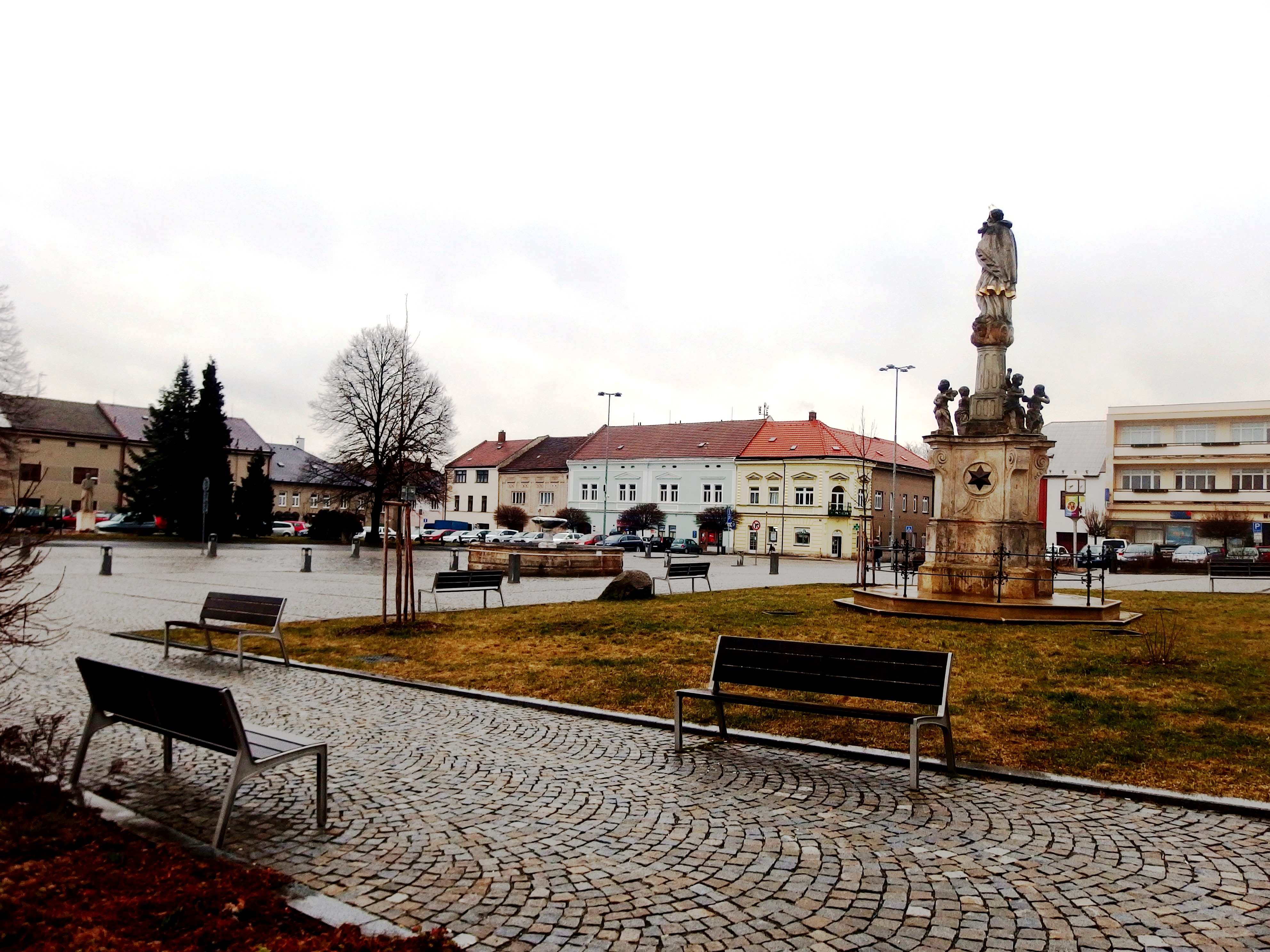
Jevíčko, Marktplatz

Jevíčko ist das Zentrum des als Malá Haná (Kleine Hanna) bezeichneten nördlichen Teils der Boskowitzer Furche am Fuße der Böhmisch-Mährischen Höhe. Die Stadt liegt am Malonínský potok oberhalb dessen Einmündung in die Jevíčka. Westlich erhebt sich der Kumperk (Kohlberg, 564 m). Im Osten führt die Eisenbahnstrecke von Česká Třebová nach Boskovice vorbei. Der Bahnhof befindet sich anderthalb Kilometer außerhalb der Stadt auf halbem Wege nach Jaroměřice.
Nachbarorte sind Víska u Jevíčka im Norden, Chornice und Biskupice im Nordosten, Zálesí und Jaroměřice im Osten, Nový Dvůr im Südosten, Uhřice im Süden, Velké Opatovice im Südwesten, Smolná und Bělá u Jevíčka im Westen sowie Zadní Arnoštov im Nordwesten.

## Geschichte
Das Gebiet von Jevíčko ist seit der Altsteinzeit dauerhaft besiedelt. Im Jahre 2016 wurde direkt im Stadtgebiet ein römisches Marschlager aus der Zeit der Markomannenkriege des Kaisers Mark Aurel in den Jahren 172–180 archäologisch dokumentiert; es ist der bisher nördlichste Punkt, den das römische Heer in diesem Raum nachweislich erreicht hat.
Die erste urkundliche Erwähnung der an der Polnischen Straße von Prag über Olmütz nach Krakau gelegenen Siedlung erfolgte 1145. 1258 verlieh Ottokar II. Přemysl dem Ort die Stadtrechte nach Magdeburger Recht. Gleichzeitig wurde Jevíčko Sitz eines königlichen Vogtes und 13 Dörfer der Stadtgerichtsbarkeit unterstellt. Zu den weiteren Privilegien gehörte seit der Stadterhebung das Meilenrecht und die Zollfreiheit. Zwischen 1253 und 1272 entstand das Kloster der Augustiner-Eremiten.
Zu Beginn des 15. Jahrhunderts wurde Jevíčko mehrmals verpfändet. Im Jahre 1415 kaufte sich die Stadt selbst frei. Während der Hussitenkriege erfolgten 1423 und 1429 Plünderungen der Stadt und des Klosters. 1431 eroberte Andreas Prokop erneut die Stadt und hielt sie dann als hussitisches Bollwerk.
1454 erwarb Boček von Kunstadt die Stadt und errichtete eine Feste. Die Herrschaft Jevíčko wurde 1499 erblicher Besitz der Haugwitz von Biskupitz. Im 16. Jahrhundert hielt die Reformation Einzug und bis zur Mitte des Jahrhunderts wurde die ganze Stadt evangelisch. Zu dieser Zeit gehörte die Stadt den Podstatský von Prusinovice. 1559 begann Prokop Podstatský mit dem Umbau der Feste zu einem Renaissanceschloss, das zwanzig Jahre später unter dessen Sohn Dietrich vollendet war.
Seit 1621 bestand in Jevíčko auch eine jüdische Gemeinde, die 1659 eine Synagoge errichten ließ. Nachdem Albrecht von Waldstein die Herrschaft im Dreißigjährigen Krieg eingenommen hatte, setzte die Rekatholisierung ein. Ab 1730 ließ Maria Franziska Gräfin von Liechtenstein das Schloss barockisieren. 1797 erwarb die Stadt das Schloss.
In der Mitte des 19. Jahrhunderts erreichte die jüdische Gemeinde ihre größte Mitgliederzahl. 1848 lebten etwa 980 Juden in Gewitsch, bis 1910 ging deren Zahl auf etwas über 200 zurück. 1890 hatte die Stadt 2530 Einwohner, darunter befand sich eine deutsche Minderheit, die 382 Personen umfasste. Zwischen 1940 und 1942 erfolgten westlich von Gewitsch Bauarbeiten für die Reichsautobahn Wien–Breslau.

## Gemeindegliederung
Die Stadt Jevíčko besteht aus den Ortsteilen Jevíčko (Gewitsch) und Zadní Arnoštov (Hinter Ehrnsdorf) sowie den Ansiedlungen Lípa (Langendon) und Mařín (Mariendorf).

## Sehenswürdigkeiten

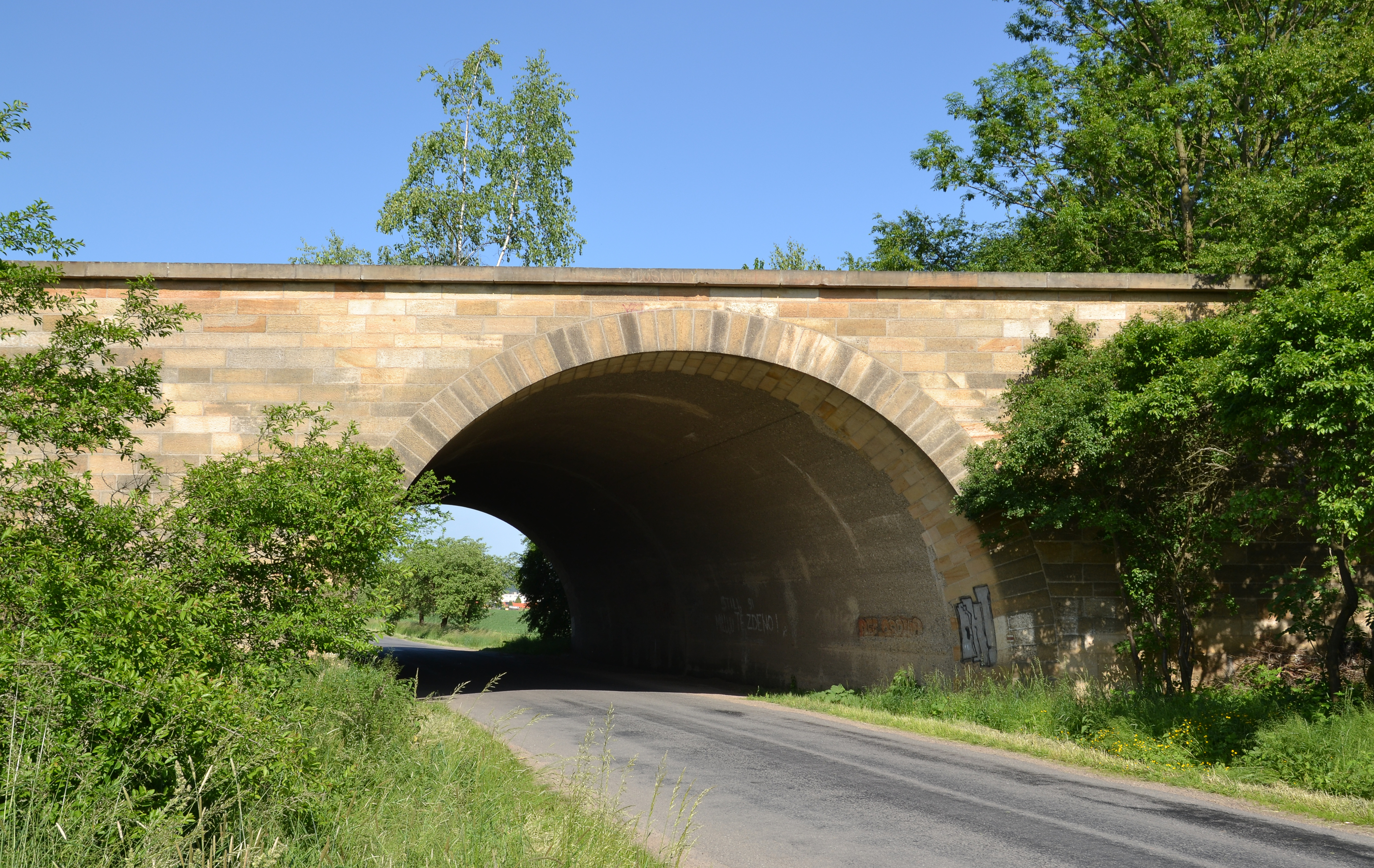
Brückenruine (Reichsautobahn Wien–Breslau)

- Das Stadtzentrum von Jevíčko gilt als eines der Idealbilder eines mittelalterlichen Stadtgrundrisses. Das von einer teilweise erhaltenen Stadtmauer umgebene Oval besaß vier Stadttore und wurde mit regelmäßigen Straßenzügen um einen quadratischen Markt mit 14.850 m² Fläche angelegt
- Stadtturm, seine Höhe von 50 m erhielt er bei der Aufstockung von 1593
- Stadtmauer
- Kirche Mariä Himmelfahrt, erbaut 1762–1766 nach Plänen des Boskowitzer Baumeisters Paul Merta
- Ehemalige Synagoge, erbaut 1792 bis 1794
- Kirche St. Bartholomäus nordwestlich der Stadt; die von einem kleinen Friedhof umgebene gotische Kirche war das Gotteshaus des zwischen dem 12. und 13. Jahrhundert erloschenen Dorfes Ursedel. Nach dem Brand von 1936 wurde die Kirche neu errichtet.
- Schloss Jevíčko, das 1559 für Prokop und Dietrich Podstatský von Prusinovice anstelle der alten Feste erbaute Renaissanceschloss erhielt seine heutige Gestalt beim Umbau von 1730.
- Trasse und Brücken der unvollendeten Reichsautobahn Wien–Breslau

## Söhne und Töchter der Stadt
- Hugo Fux (1844–1907), mährischer Jurist und Politiker
- Richard Fall (1882–1945), österreichischer Komponist und Dirigent
- František Lízna SJ (1941–2021), tschechischer Ordensgeistlicher, Jesuit und Menschenrechtler